# Dragon Quest VIII: Journey of the Cursed King
Dragon Quest VIII: Journey of the Cursed King (ドラゴンクエストVIII 空と海と大地と呪われし姫君, Dragon Quest VIII Sora to Umi to Daichi to Norowareshi Himegimi) é o oitavo jogo da série Dragon Quest. Foi desenvolvido pelo estúdio Level-5, quem também trabalhou na série de Dark Cloud para Playstation 2. Yuji Horii supervisionou o projeto, enquanto Akira Toriyama desenhou os monstros e personagens, e Koichi Sugiyama voltou a assumir o papel de compositor da banda sonora.

## Personagens
O Herói (主人公, Shujinkō)
O Herói é um guarda real de Trodain que viaja com o Rei Trode na busca de Dhoulmagus para fazer-lhe pagar pelos seus crimes. Seu mascote é um hamster chamado Munchie que sempre acompanha ao Herói na sua sacola de viagem. O Herói é o único personagem que não tem voz. É o personagem mais versátil do jogo, já que é bom tanto no ataque físico como na magia. Pode usar espadas,  lanças e bumerangues. Em Dragovian são revelados dados importantes sobre a linhagem de Herói (isso só pode ser feito depois que se termina o jogo por pelo menos 1 vez). Ele é fruto da união entre uma Dragoviana, Xia, e um humano, Eltrio. Xia é a filha de Chen Mui, um dos sábios de Dragovia, e ao mesmo tempo este é o rato de Herói. Enquanto que Eltrio é o filho do antigo rei de Argonia, e portanto irmão do Rei Clavius de Argonia. Herói, graças a ter sangue dragoviano, não sucumbe ante o feitiço de espinhos conjurado por Dhoulmagus no castelo de Trodain.
Yangus (ヤンガス, Yangasu)
Yangus é um bandido reformado que conheceu ao Herói da história quando tentava obrigar a este e ao Rei Trode a pagar pedágio para passar pela "sua" ponte. A ponte desabou, mas apesar de atacar-lhes, o Herói o salva e então se une ao grupo. Pode manejar diversas armas, como maças, martelos e foices. Mantém uma grande rivalidade com Trode, a quem não deixa de insultar. Procede de Villahurto (Pickam no original), na qual era um ladrão. Era amigo de uma ladra chamada Ruby à qual conhece desde criança. Quando jovem, tentou conseguir a lágrima de Venus no Labirinto dos Heróis (fato presente no jogo centrado nele "Dragon Quest: Shonen Yangasu to Fushigi no Dungeon").
Se veste com um poncho e um casco com pontas agudas. Usa uma linguagem grosseira e vulgar. Posteriormente, foi publicado um jogo sobre sua infância, Dragon Quest: Shonen Yangasu to Fushigi não Dungeon.
Jessica Albert (ゼシカ・アルバート, Zeshika Arubāto)
Uma jovem feiticeira que tem família em Alexandria. Vive em uma mansão com sua mãe e quer vingar a morte de seu irmão Alistair, assassinado por Dhoulmagus, coisa que provoca grandes discussões com sua mãe, finalmente acaba saindo de casa. Se une ao grupo no navio, de caminho a Dique Peregrino, depois de lutar contra Khalamari. Essa garota justiceira, que luta por vingar a morte de seu irmão e fazer justiça com Dhoulmagus. É muito forte de caráter. Alistair é o descendente de um dos sete sábios que encerraram a Rhaptorne. Jessica, também sendo uma descendente de Alexandra Kranbartle, herdou os mesmos poderes que seu irmão. Acaba apaixonando-se por Angelo, mesmo que não reconheça. É uma expert em magias de ataque,mas é a personagem mais fraca do grupo, com menos vitalidade e mais pontos de magia. Suas armas favoritas é o chicote.
Angelo (ククール, Kukūru)
Angelo é um cavaleiro templário da Abadia de Maella. Procura vingança pelo assassinato do Abade Francisco. É um jovem mentiroso, trapaceiro, gracioso e paquerador, coisas que sempre lhe trazem problemas. Não se dá bem com seu irmão Marcello. Depois dos eventos ocorridos na Abadia de Maella, que acabam com o Abade Francisco morto, Marcello se revela como Abade, e pede ao grupo que Angelo vá com eles. Logo depois, Angelo explica a Trode sua história. Angelo era o único filho de um homem muito rico e cruel, mas um dia a criada teve um filho (Marcello) com seu pai. A criada e Marcello foram jogados à rua, para abafar o escândalo. Logo depois a mãe de Marcello morreu, e este só e sem dinheiro acabou indo para a Abadia. Desde então odiou Angelo e seu pai. Depois de alguns anos, morreram os pais de Angelo, que lhe deixaram sem dinheiro, e este acabou também na Abadia de Maella. Angelo é bom em magias curativas e de apoio, mas seu forte são os ataques físicos, ele também é o único que pode usar Arco e Flecha.
King Trode (トロデ, Torode)
O Rei Trode é o rei de Trodain e é quem dá nome ao jogo. Foi transformado em uma espécie de ogre por Dhoulmagus e por isso o procura, para que retire essa maldição. Outro personagem muito carismático, sempre sério, e algumas vezes briga com Yangus. Viaja sempre em sua carroça. Também é quem conserta o pote de alquimia e permite ao grupo poder usá-lo. No final do jogo, podemos ver sua forma humana.
Princesa Medea  (ミーティア, Mītia)
Medea é a filha do Rei Trode. Foi transformada em égua quando Dhoulmagus maldisse seu pai. Está prometida ao Príncipe Charmles de Argonia, mas na verdade, está apaixonada profundamente pelo Herói. Depois que que bebe a água do Manancial Sagrado, ela aparece nos sonhos do Herói. É bela, e de pele branca como a neve. No primeiro final acaba fugindo da Catedral de Savella com Herói. No 2º final (após completar o desafio do Santuário Dragoviano e ganhar o anel), ela se casa com Herói e vai embora com ele.
Dhoulmagus (ドルマゲス, Dorumagesu)
Dhoulmagus é um poderoso bruxo cheio de ira que roubou o Cetro de Trodain para ganhar o respeito de todos. É um personagem cruel, mas ao mesmo tempo engraçado e muito carismático. Mata seu mestre Rylus, o Abade Francisco e Alistair Albert e  Golding, mas em breve descobre se que só é um pobre homem atormentado, possuído pelo cetro de Rhaptorne.
Sir Leopold
É o cachorro do malvado mago de Arcadia, Dominicano. Um cachorro grande e preto. Depois dos eventos na mansão de Dominicano, Sir Leopold pega o cetro de Rhaptorne, e fica possuído por ele. Acaba com a vida de dois sábios, de David e de Martha. Morre quando o grupo acaba com ele, na residência do Sumo Pontífice.
Marcello
É o Meio-irmão de Angelo. Capitão dos templários da Abadia de Maella, assume o posto de Abade depois da morte do Abade Francisco. Homem ambicioso e audaz, com desejos de poder, para aplacar as críticas respeito da sua linhagem, coisa pela qual muitos o criticam. Finalmente, aproveitando uma jogada profissional, onde o Cardeal Rolo, sucessor do Sumo Pontífice, e o grupo acabam na Prisão da Ilha Purgatório, e após matar o Sumo Pontífice, é nomeado novo Sumo Pontífice. Toma posse do cetro de Rhaptorne, mas não se deixa dominar por ele, até o momento que o grupo o encontra no seu discurso de posse. Então, Rhaptorne domina o corpo de Marcello, destrói a estátua da Deusa, e ao fim libera seu verdadeiro corpo. Depois da destruição da Ilha de Neos, Marcello gravemente ferido (e salvo da morte por Angelo, coisa que lhe humilha profundamente), desaparece para não voltar nunca mais.
Raphtorne
Rhaptorne é o senhor do mundo das trevas. É um tirano cruel, malvado que deseja ser o senhor dos mundos da luz e  da escuridão. Uma vez tentou invadir o mundo da luz, mas os sete sábios (o grão-mestre Kupas, o filho da Deusa, o poderoso Feiticeiro, o homem mais forte de Baccarat, Alexander Kranbartle (que esculpiu a estátua da deusa), o Sumo Pontífice e o Abade, com a ajuda da Deidade Empyrea (Empyrea Godbird), conseguiram vencer Rhaptorne, e selar sua malévola alma em um cetro, que foi entregue ao Rei de Trodain, para que o mantivesse em sua custódia para sempre. Mas, muitos anos depois, Dhoulmagus roubou o cetro e com isso liberou a sede de sangue e poder do malvado Rhaptorne, que, para poder sair do cetro, necessita da vida dos  descendentes dos sete sábios (Professor Rylus, Alistair Albert, Abade Francisco, Golding, David, Martha e o Sumo Pontífice). Para isso, usa como marionetes Dhoulmagus, Jessica (durante um breve período de tempo), Sir Leopold e Marcello, até poder libertar seu corpo, que estava aprisionado dentro da estátua da Deusa, e transformar a Ilha de Neos em sua cidadela flutuante. Finalmente, o grupo invade a cidadela e vence  Rhaptorne. Mas, este se funde com a cidadela, e se transforma na sua forma final. O grupo, com a ajuda de Empyrea e os espíritos dos sete sábios, consegue vencer Rhaptorne em um combate que parecia impossível.
Empyrea
A Deidade Empyrea, uma deusa-pássaro que ajudou aos sábios a vencer a Rhaptorne anteriormente, ficou aprisionada no mundo da escuridão. Conhece o grupo, quando estes visitam o mundo da escuridão. Um servo de Rhaptorne, seqüestra ao ovo de Empyrea, mas, quando o grupo tenta salvá-lo, é tarde demais, o ovo foi destruído e a alma do filhote de Empyrea decide ajudar o grupo dando-lhes a habilidade de voar para qualquer lugar. Finalmente retorna ao mundo da luz quando Rhaptorne abre a porta do outro mundo para invocar os seus servos. Empyrea ajuda ao grupo a vencer a Rhaptorne de uma vez por todas transformando o cetro em que Rapthorne esteve aprisionado em um bastão sagrado para invocar as almas dos  7 sábios. No epílogo do jogo, Empyrea revela que seu verdadeiro nome é Ramia, e que não é nenhuma Deusa, e parte para sua terra natal.

## Recepção
O site IGN incluiu o jogo na posição de número 65 no ranking dos "100 melhores RPGs de todos os tempos" (Top 100 RPGs of All Time).